# Benjamín Casañ Bernal
Benjamín Casañ Bernal (Castelló de la Plana, 1931 - 2005) fou un polític valencià.

## Biografia
Es llicencià en dret i treballà com advocat molts anys en els il·lustres Col·legis d'Advocats de Castelló, València i Madrid. Fou titular d'un despatx especialitzat en qüestions de Dret Mercantil, Fiscal i Administratiu. Ha format part de la Junta de Govern del Col·legi d'Advocats de Castelló.
En els darrers anys del franquisme fundà una associació política integrada per demòcrates independents. L'octubre de 1977 ingressà a la UCD, partit amb el qual fou elegit diputat per la província de Castelló a les eleccions generals espanyoles de 1979. Després de l'ensulsiada del partit el 1982, i arran l'anomenada operació Roca, es va aproximar a Miquel Roca i Junyent i Antonio Garrigues Walker, de manera que a les eleccions generals espanyoles de 1986 fou cap de llista per Castelló a les files del Partit Reformista Democràtic (PRD), però no fou escollit. Després d'aquest fracàs, abandonà la vida política i es dedicà al sector empresarial, on fou fundador de les empreses Porcelanosa i Esmalglass.